# آنی روب

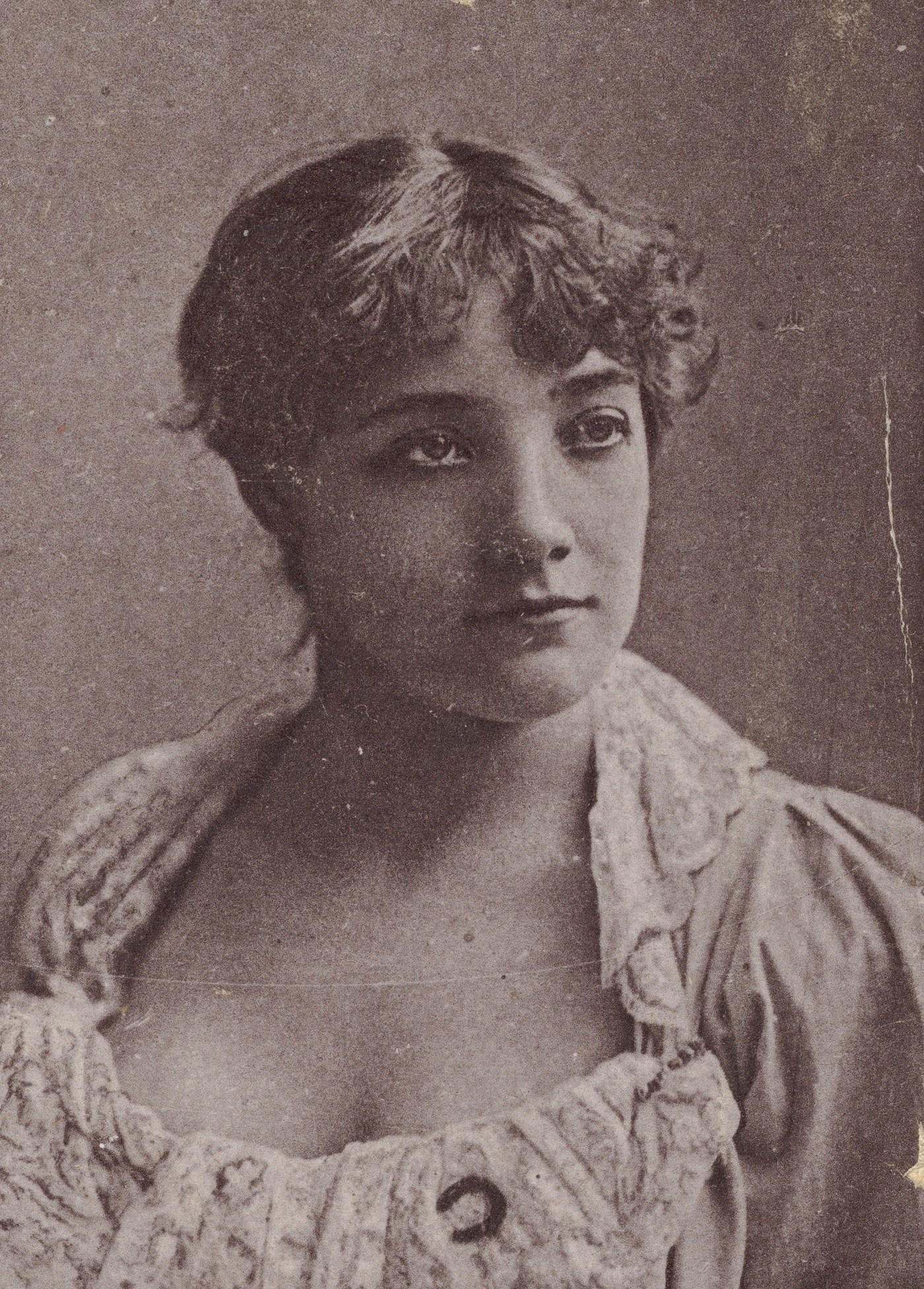
نگارهٔ آنی روب، بازیگر آمریکایی - حوالی ۱۸۸۸

آنی روب (زاده ۱۸۶۶-درگذشته ۲۶ ژوئیه ۱۹۲۲) بازیگر آمریکایی اهل انگلستان بود که در دهه‌های پایانی زمان ویکتوریا، در دهه‌های ۱۸۸۰ و ۱۸۹۰ مشهور بود.

## حرفه
پدر روب یک هنرمند خوش منظره بود و مادرش الیزا راگ بود. روب دوران بازیگری را از ۱۱ سالگی آغاز نمود. و بعد از آن لستر والاک در یک بازدید از انگلستان روب را پیدا کرد و استعدادش را دنبال نمود و بعد از آن روب را به ایالات متحده برد تا با شرکتش نقش آفرینی کند.

## درگذشت
روب در روز ۲۶ ژوئیه ۱۹۲۲ تحت عنوان یک بیوه در پیتسفیلد، ماساچوست درگذشت.